# Krystian Kuźmicz
Krystian Kuźmicz (ur. 8 stycznia 1987 w Warszawie) – polski szachista, mistrz międzynarodowy od 2007 roku.

## Kariera szachowa
Jest dwukrotnym medalistą mistrzostw Polski juniorów: srebrnym w kategorii do 16 lat (Krynica-Zdrój 2003) oraz brązowym w kategorii do 18 lat (Łeba 2004). W [2004 r. zajął również IV miejsce w mistrzostwach kraju do 20 lat, rozegranych w Środzie Wielkopolskiej. Trzykrotnie zdobył medale drużynowych mistrzostw Polski juniorów: złoty (2000) oraz dwa srebrne (2001, 2004) – wszystkie w barwach "Polonii" Warszawa. W 2004 r. zdobył – wraz z drużyną "Damis" Warszawa – brązowy medal w rozegranej w Dźwirzynie ekstralidze seniorów.
W 2004 r. podzielił I miejsce w międzynarodowym turnieju w Balatonlelle. W 2007 r. podzielił II miejsce w otwartym turnieju w Görlitz. W 2011 r. podczas turnieju w Cappelle-la-Grande wypełnił pierwszą normę na tytuł arcymistrza. W 2012 r. w finale indywidualnych mistrzostw Polski zajął IX miejsce, zdobywając drugą normę arcymistrzowską. W 2014 r. zajął II m. (za Friso Nijboerem) w turnieju BDO Chess w Haarlemie, wypełniając trzecią arcymistrzowską normę.
Najwyższy ranking w dotychczasowej karierze osiągnął 1 sierpnia 2015 r., z wynikiem 2486 punktów zajmował wówczas 32. miejsce wśród polskich szachistów.